# Jens Schoor
Jens Schoor (* 27. April 1987 in Koblenz) ist ein ehemaliger deutscher Squashspieler.

## Karriere
Jens Schoor begann seine professionelle Karriere in der Saison 2006 und gewann elf Titel auf der PSA World Tour. Seine höchste Platzierung in der Weltrangliste erreichte er mit Position 60 im März 2015. Er wurde mehrfach deutscher Vizemeister hinter Simon Rösner und belegte mehrere Jahre lang Rang zwei in der nationalen Rangliste. Schoor war festes Mitglied der deutschen Nationalmannschaft. Mit dieser nahm er 2009, 2011 und 2013 an Weltmeisterschaften teil. 2016 qualifizierte er sich erstmals für die Weltmeisterschaft, bei der er in der zweiten Runde gegen Yip Tsz-Fung ausschied. Zuvor hatte er in der Auftaktpartie Ryan Cuskelly in vier Sätzen geschlagen. Sein letztes internationales Turnier bestritt er bei der Weltmeisterschaft 2017, bei der er im Finale der Qualifikation ausschied.
Mit dem Black&White RC Worms gewann er ab 2012 viermal in Folge die European Squash Club Championships. In den Jahren 2011 und 2013 wurde er deutscher Mannschaftsmeister. Sein Bruder Carsten Schoor war ebenfalls als Squashprofi aktiv.

## Erfolge
- Gewonnene PSA-Titel: 11
- Europapokalsieger mit dem Black&White RC Worms: 4 Titel (2012–2015)
- Mehrfacher deutscher Vizemeister
- Deutscher Mannschaftsmeister mit dem Black&White RC Worms: 2011, 2013